# RMS Tayleur
RMS Tayleur foi um navio tipo clipper totalmente equipado com casco de ferro e fretado pela White Star Line.

## História
A embarcação era grande, rápida e tecnicamente avançado. Encalhou e afundou em sua viagem inaugural em 1854. O naufrágio foi provocado tanto pela equipe inexperiente como pelo equipamento defeituoso. Dos mais de 650 a bordo, apenas 290 sobreviveram.

## Ligações Externas
- «Tayleur was lost at Lambay (Maritime Institute of Ireland).» (em inglês)
- «Book Review, Iron Clipper Tayleur.» (em inglês)
- «The Tayleur Memorial, Portrane.» (em inglês)